# Contes de l'Âge d'Or
Pour plus de détails, voir Fiche technique et Distribution.
Contes de l'Âge d'Or (en roumain : Amintiri din Epoca de Aur) est un film franco-roumain réalisé par Hanno Höfer, Răzvan Marculescu, Cristian Mungiu, Constantin Popescu et Ioana Uricaru, sorti en 2009.
Il s'agit d'un film à sketches en six parties se déroulant durant les dernières années du « règne » de Nicolae Ceaușescu.

## Synopsis
1 – Legenda activistului în inspecție en français : « La légende de la visite officielle »
Le maire de Visurești et son assistant sont sur les dents : on attend la visite officielle d'un dignitaire étranger. Pour cela, on a tout repeint, on a sorti les drapeaux, on va mettre des vaches partout et on a fait apprendre un poème au fils du maire. Et lorsque les camarades-inspecteurs du parti viennent passer l’inspection, ils refusent qu’on sorte les vaches (il y a un indien dans la délégation) pour les remplacer par des moutons qu’il faut ramener, du coup, des pâturages.
2 – Legenda fotografului de partid en français : « La Légende du photographe officiel » 1978 – Le président de la République française, Valery Giscard d’Estaing, est en visite officielle à Bucarest. Et sur toutes les photos de la presse officielle roumaine, Ceaușescu tient sa chapka à la main devant le président français qui, lui, porte son chapeau. De plus, Ceaușescu est plus petit que Giscard et semble en retrait. Impossible, donc, de livrer telles quelles ces images au peuple roumain.
3 – Legenda politrucului zelos en français : « La Légende de l’activisme zélé ». Un jeune et enthousiaste membre du parti décide d’aller alphabétiser un petit village perdu qui n’en demande pas tant.
4 – Legenda milițianului lacom en français : « La Légende du policier avide »
En Roumanie, la tradition veut qu’on mange de la viande de porc pour les fêtes du Noël. Mais dans les années Ceaușescu, surtout les dernières, il est difficile de trouver de la viande. Alexa, un policier, demande à son frère de lui trouver un cochon. Il lui en trouve un, mais vivant.
5 - Legenda Vânzătorilor de Aer, en français: "La légende des vendeurs d'air".
6 - Legenda Şoferului de Găini, en français: "La légende du conducteur de poulet".

## Fiche technique
- Titre : Contes de l'Âge d'Or
- Titre original : Amintiri din Epoca de Aur
- Réalisation : Hanno Höfer, Răzvan Marculescu, Cristian Mungiu, Constantin Popescu et Ioana Uricaru
- Scénario : Cristian Mungiu
- Production : Cristian Mungiu et Oleg Mutu
- Musique : Hanno Höfer et Jimy El Laco de Nightlosers
- Pays d'origine :  Roumanie
- Format : couleur - 1,85:1 - Dolby Digital
- Genre : comédie, historique
- Durée : 80 minutes
- Date de sortie : 2009

## Distribution
- Diana Cavallioti : Crina
- Radu Iacoban : Bughi
- Vlad Ivanov : Grigore
- Tania Popa : Camelia
- Alexandru Potocean : le secrétaire
- Teodor Corban : le maire
- Călin Chirilă : l'activiste du parti
- Romeo Tudor : le berger
- Avram Birau : le photographe
- Paul Dunca : L'assistant du photographe
- Ion Săpdaru : Policier Alexa
- Virginia Mirea : la femme du policier
- Ingrid Bișu : Viviana

## Autour du film
- L'affiche du film comporte en gros caractère, une citation de Georges Marchais : Le bilan des pays communistes est globalement positif.